# Ghiacciaio Archer
Il ghiacciaio Archer (in inglese Archer Glacier) (65°10′S 63°05′W) è un ghiacciaio situato sulla costa di Danco, nella parte occidentale della Terra di Graham, in Antartide. Il ghiacciaio, il cui punto più alto si trova 406 m s.l.m., fluisce verso nord-ovest fino alla cala di Bolson, nella baia Flandres.

## Storia
Il ghiacciaio Archer è stato mappato per la prima volta durante la spedizione belga in Antartide del 1897-99 comandata da Adrien de Gerlache ed è stato così battezzato nel 1960 dal Comitato britannico per i toponimi antartici in onore di Frederick Scott Archer, un architetto inglese che nel 1894 inventò un nuovo procedimento fotografico basato sul collodio umido.